# 齊國太夫人
齊國太夫人童氏（?—?），中国五代十国吴越国主钱镠之曾祖母。住在杭州东苑，嫁于钱镠之曾祖父钱沛。生子钱宇、钱宙（钱镠祖父）。天宝三年（909年），作为宗主国的後梁追封吴越钱镠的曾祖母为为齐國太夫人、趙國太夫人。